# Treno Servizio Regionale
Der Treno Servizio Regionale (TSR) ist ein italienischer Doppelstock-Triebwagen. Die TSR sind eine Weiterentwicklung der Treno Alta Frequentazione (TAF)Er wird unter anderem von Trenord und Trenitalia im S-Bahn-Verkehr eingesetzt. Entwickelt wurde das elektrisch angetriebene Fahrzeug von AnsaldoBreda, heute Hitachi Rail Italia. Ein Zug wird aus 3 bis 6 Triebwagen zusammengestellt.
Stand Oktober 2024 wurden 31 Drei-, 16 Vier-, 35 Fünf- und 17 Sechswagenzüge zusammengestellt.
Neben der flexibleren Zugkonfiguration wurden die Gestaltung gegenüber den TAF verändert. Zum Beispiel wurde der Innenraum überarbeitet, sodass die Treppen ins Obergeschoss nun gerade sind.

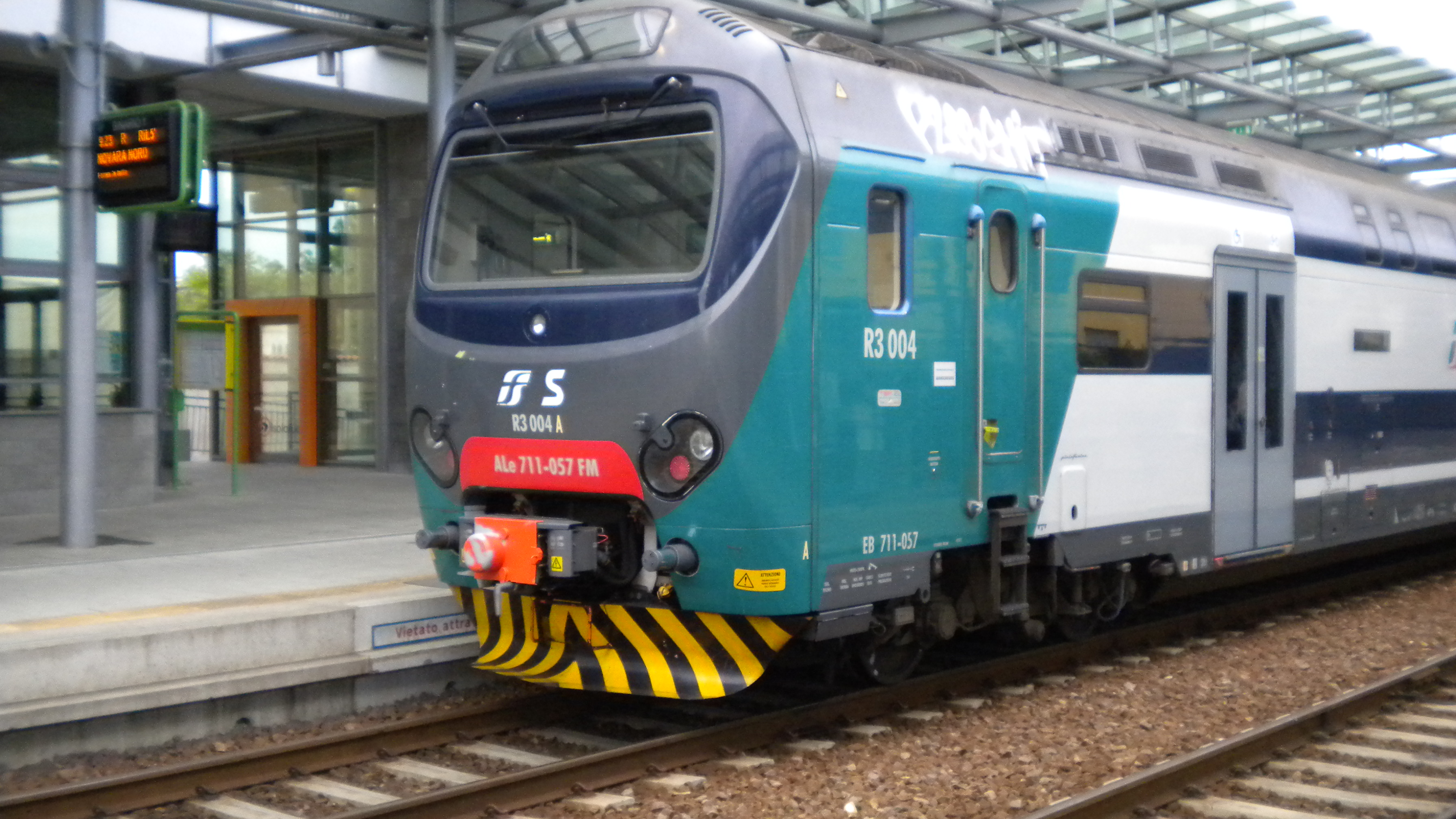
TSR bei Trenitalia
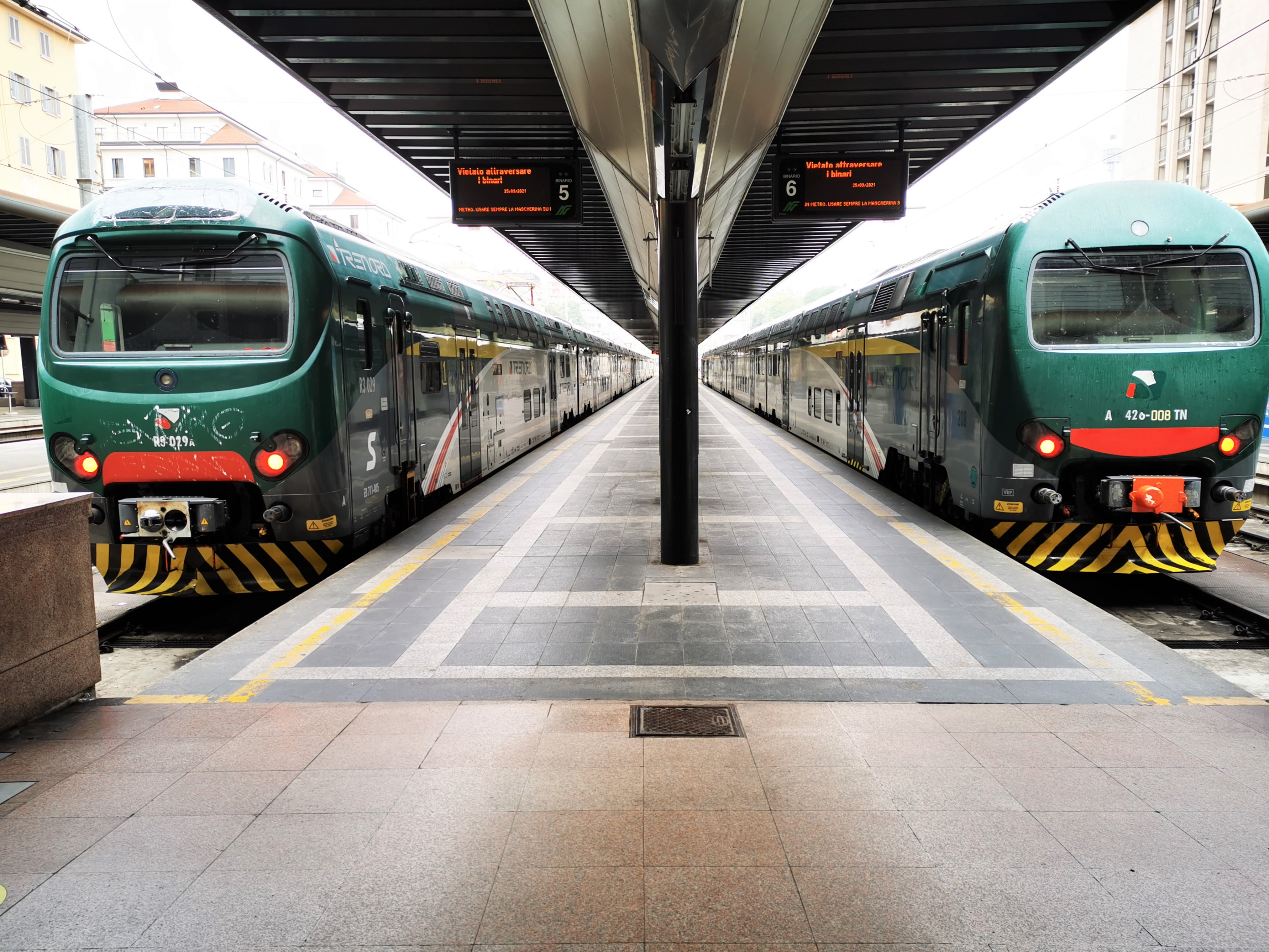
Vergleich von TSR (links) und TAF (rechts)